# Eschers
Eschers ist eine Wüstung in der Gemarkung Elm der Stadt Schlüchtern im Main-Kinzig-Kreis in Hessen.

## Geografische Lage
Die Wüstung liegt auf einer Höhe von 360 m über NN, ca. 2,5 km östlich von Elm. Die Escherer Gemarkung liegt östlich der Burg Brandenstein in Richtung Vollmerz. Die genaue Lage ist nicht bekannt. Sie wird im Bereich des Escherberges vermutet.

## Geschichte
Das Dorf lag im Amt Brandenstein der Herrschaft und späteren Grafschaft Hanau. Es wurde bereits 1431 als Wüstung bezeichnet und ist seit 1596 als Flurname belegt.

## Historische Namensformen
In erhaltenen Urkunden wurde Eschers unter den folgenden Namen erwähnt (in Klammern das Jahr der Erwähnung):
- Escheriches (1289)
- Mesrichs (1417)
- Escherichs (1430)
- Escherich (1431)